# Ксав'є Роар
Ксав'є Роар (фр. Xavier Rohart, 1 липня 1968) — французький яхтсмен.
Бронзовий призер Олімпійських Ігор 2004 року в класі Зоряний.
Чемпіон світу в класі Зоряний 2003, 2005 років, срібний призер 2007 року, бронзовий призер 2002, 2006 років.